# Harald Aars
Harald Aars (Christiania, 31 maggio 1875 – Oslo, 4 giugno 1945) è stato un architetto norvegese.

## Biografia
Era il figlio dell'educatore Jacob Jonathan Aars (1837–1908), e di sua moglie, Anna Ernesta Birch-Reichenwald (1838–1919). Era il fratello dello psicologo Kristian Birch-Reichenwald Aars, nipote del politico Christian Birch-Reichenwald e un pronipote di Peter Motzfeldt. Era un pronipote di Jens Aars e un cugino di secondo grado dello scrittore Sophus Christian Munk Aars.
Nel 1899 sposò Anna Dybwad Berentzen (1878-1947), nipote di Jacob Dybwad.
Si laureò nel 1895 in Norvegia e studiò a Londra presso il Royal College of Art (1897-1898). Durante questo periodo trasse ispirazione da William Morris, Walter Crane, Charles Robert Ashbee, l'Art Workers Guild e l'Arts and Crafts Movement. In seguito soggiornò nel Regno Unito, Francia (1901-1902), in Italia e in Grecia.
Dal 1920 al 1940 fu l'architetto municipale della città di Christiania, con particolare responsabilità per la costruzione delle scuole. Era stato membro del consiglio scolastico (1909-1911) e del comitato del consiglio comunale esecutivo (1911-1916). Fu presidente dell'Associazione Nazionale degli Architetti Norvegesi dal 1918 al 1919 e dell'associazione locale Selskabet for Oslo Byes Vel nel periodo 1927-37.
Morì il 4 giugno 1945 a Oslo.

## Regesto delle opere
- Lovisenberg Kirke (1911–12)
- Ungkarspensjonat, Rjukan (1913)
- Fagerborg Skole (1916)
- St. Hanshaug Terrasse (1916)
- Bislet Bad (1920)
- Vestre Frikirke (1920)
- Utvidelse av Sagene Skole (1922–26)
- Hersleb Skole, con L.H. Ree (1922–24)
- Sagene Brannstasjon (1931)
- Elvebakken videregående Skole (1937–38)